# Если любишь — найди
«Если любишь — найди» — спектакль Калужского областного драматического театра, поставленный режиссёром Александром Плетнёвым при участии хореографа Татьяны Борисовой по мотивам фильма Этторе Сколы «Бал».
Премьера состоялась 16 октября 2003 года.

## Краткое содержание
Танцплощадка в городском саду. Всего лишь небольшой участок земли в центре шумного города времён СССР, от годов НЭПа до перестроечных лет, но именно здесь проходят десятилетия и поколения, сменяются звучащие мелодии. Именно здесь проходит жизнь страны и отдельных её граждан. Проходит без единого слова. За всех говорит музыка. Лишь средствами музыки и танца, цвета и света рассказывается история.

## Действующие лица и исполнители
Люди на танцплощадке
- Анна Сорокина
- Денис Юшечкин
- Людмила Фесенко
- Лариса Фанаскова
- Анастасия Семесенко
- Людмила Рогачёва
- Сергей Путинцев
- Владимир Прудников
- Игорь Постнов
- Ольга Петрова
- Светлана Никифорова
- Елизавета Лапина
- Михаил Кузнецов
- Леонид Клёц
- Екатерина Клеймёнова
- Дмитрий Денисов
- Вячеслав Голоднов
- Ирина Бургонова
- Кирилл Бессонов
- Захар Машненков
- Игорь Кумицкий

## Реакция и критика
Спектакль был с огромным успехом сыгран в 2006 году в Москве и в 2010 году в Париже. В 2005 году он стал обладателем гран-при международного театрального форума «Голоса истории» в Вологде, в 2012 году завоевал приз зрительских симпатий на международном театральном фестивале «Смоленский ковчег».
Театровед Мария Колганова в своей рецензии для газеты «Культура» отмечала: «Плетнёв строит спектакль на узнаваемых мелодиях и знаках времени. 20-е — нэпмановский ресторанчик и налёт, переходящий в изящный мордобой; 30-е — парад физкультурников и пирамиды „делай — раз!“; 40-е — война и победа; а дальше — „Ландыши“ и стиляги, пытающиеся перекричать друг друга ВИА и подпольные приверженцы альтернативной музыки… Шершавому языку плаката режиссёр предпочитает тонко и точно отобранные детали». По мнению критика Анастасии Ефремовой, спектакль является визитной карточкой театра и уже многие годы является аншлаговым не только в Калуге, но и на других театральных площадках. Газета «Знамя» писала: «…спектакль отличают безудержная радость творчества, общая культура, интеллигентность, а главное, слаженный ансамбль артистов-единомышленников, охотно откликающихся на самые смелые замыслы режиссёра и балетмейстера».